# バークレー郡 (ウェストバージニア州)
バークレー郡（英: Berkeley County）は、アメリカ合衆国ウェストバージニア州の北東部に位置する郡である。人口は12万2076人（2020年）で、州内ではカナー郡に次いで2番目に人口が多い郡である。郡庁所在地はマーティンズバーグであり、郡内で人口最大の都市である。
バークレー郡はメリーランド州に跨るヘイガーズタウン・マーティンズバーグ都市圏を構成する3郡の1つであり、ワシントン・ボルチモア・北バージニア広域都市圏に隣接している。ワシントンD.C.に近いことで州内で最速、国内でも上位の人口増加率を維持している。

## 歴史
バークレー郡はウェストバージニア州で2番目に古い郡である。1772年2月にバージニア植民地議会により、フレデリック郡の北3分の1が分離して設立された。設立のときは現在のジェファーソン郡とモーガン郡も含んでいた。歴史家の多くは、郡名がバージニア植民地総督を1768年から1770年まで務めたボトトート男爵ノーボーン・バークレー（1718年-1770年）に因んだ命名と考えている。例えばウェストバージニア州のブルーブックでは、バークレー郡がノーボーン・バークレーに因む命名であると記している。ノーボーン・バークレーは1761年にイングランドのノースグロスターシャー民兵隊で大佐を務め、1764年に貴族に列せられるまで、同地域代表の庶民院議員を務めた。モーリス・ド・バークレー（ -1361年）とその妻でジョン・ボトトートの姉妹かつ共同相続人であるキャサリン・ド・ボトトートの直系子孫として、ボトトート男爵を称した。ジョン・ボトトートは、1309年から1315年に令状によって男爵となった初代ボトトート男爵ジョン・ド・ボトトート（ -1324年）の息子かつ相続人だった。モーリス・ド・バークレーは、モーリス・ド・バークレー（ -1347年、カレー包囲戦で戦死）の息子かつ相続人であり、この先代は第2代バークレー男爵モーリス・ド・バークレー（1271年-1326年）の次男であり、1337年にグロスターシャーストークギフォードの荘園を取得していた。ノーボーン・バークレーはギャンブルで大きな借金を背負い、政府に任官を懇願し、1768年7月にバージニア総督に任官された。1769年、イギリスの政府が歳入を増やす手段として新たな課税を要求したことと、犯罪の被告を裁判のために本国に送り返すよう要求したことに対し、植民地議会が反対する決議を採択したことで、バークレーは躊躇しながらも議会を解散した。議会との対立はあったものの、バークレーは植民地人に尊敬されており、特に本国議会に課税を撤廃するよう文書を送ったあとはなおさらだった。本国議会が課税の撤廃を拒否した時、バークレーはリコールを要求した。バークレーの尽力を感謝した植民地人はその記念碑を建立し、それが今もウィリアムズバーグに残っている。またバージニア州のボトトート郡とこのバークレー郡にその名前を残している。
歴史家の中にはバークレー郡の名前をウィリアム・バークレー卿（1610年-1677年）に因むと主張する者がいる。ウィリアム・バークレーはロンドン近くで生まれ、1629年にオックスフォード大学を卒業し、1642年にバージニア総督に指名された。1652年まで総督を務めた後、1660年にも再指名された。これを1677年まで務めたが、この年にイングランドに呼び戻された。同年7月9日に死去した。

### 初期の開拓者
宣教師の報告に拠れば、16世紀後半から17世紀初期に、東パンハンドル部を含む今日のウェストバージニア州には、数千人のヒューロン族インディアンが住んでいた。17世紀、イロコイ連邦（当時はモホーク族、オノンダガ族、カユガ族、オネイダ族、セネカ族で構成されていた）がこの地域からヒューロン族を追い出した。イロコイ連邦はニューヨーク地域を本拠にし、現在のウェストバージニア地域を専有することには興味が無かった。その代わりに春や夏の狩猟場として使っていた。
18世紀初期、東パンハンドル部にはタスカローラ族が住んでいた。彼らは北のニューヨーク地方に移住し、1712年にはイロコイ連邦への加入を認められて6部族の1つとなった。東パンハンドル部はショーニー族など他のインディアン数部族も狩猟場として利用していた。ショーニー族は1754年までウィンチェスターやムーアフィールド近くに住んでいたが、現在のオハイオ州に移住していった。タイガートバレーや現在の北パンハンドル部のオハイオ川沿いに住んだミンゴ族、現在のペンシルベニア州、ニュージャージー州、デラウェア州に住んだデラウェア族も、この地域を狩猟場として使っていた。デラウェア族は南の現在のブラクストン郡まで自治的な定着地を持っていた。
フレンチ・インディアン戦争の後、ミンゴ族はオハイオ川岸の故郷まで後退し、東パンハンドル部では滅多に見られなくなった。フレンチ・インディアン戦争が公式に終わった後でも、多くのインディアンはイギリス人を彼らの主権に対する脅威と見なし、戦いをつづけた。1763年夏、オタワ族の酋長ポンティアックが五大湖地方のイギリス軍の重要な砦を襲撃した。ショーニー族の酋長キーターカー、別名コーンズトークもバージニア西部へ同様な攻撃を行い、現在のグリーンブライア郡で攻撃を始め、北のバークレースプリングスや、シェナンドー・バレー北部までその範囲を広げた。7月末までに、インディアンはアレゲイニー山地より西のイギリス軍砦をほとんど破壊するか占領し、残っているのはデトロイト砦、ピット砦、ナイアガラ砦だけになった。1763年8月6日、ヘンリー・ブーケット大佐が指揮するイギリス軍がペンシルベニア西部のブッシーランでデラウェア族とショーニー族の部隊を破り、反乱が鎮められた。
アメリカ独立戦争（1775年-1783年）のとき、ミンゴ族とショーニー族はチリコシーを本拠にし、イギリス軍と同盟した。1777年、ワイアンドット族、ショーニー族、ミンゴ族の戦士350名がイギリス軍から武装され、現在のホイーリング近くにあったヘンリー砦を攻撃した。3日間にわたった襲撃で砦にいた兵士の半分近くが殺された。インディアンはその勝利を祝ってこの地域を離れた。この戦争の残り期間、ミンゴ族、ショーニー族などの小部隊が、ウェストバージニアの北部や東部の開拓者を襲い続けた。その結果、東パンハンドル部を含む現在のウェストバージニア全体のヨーロッパ人開拓地は、戦争が終わるまで休止状態になっていた。
戦後、ミンゴ族とショーニー族は再度イギリス軍と同盟を結び、その故郷に戻ってきた。開拓者の数が増え始めると、彼らはさらに内陸に移動し、伝統的な狩猟場は白人開拓者のものになった。

### 17世紀のヨーロッパ人開拓者
1670年、バージニア植民地総督ウィリアム・バークレーが雇ったドイツ人医師で探検家のジョン・リダーラーが、現在のバークレー郡に足を踏み入れた最初のヨーロッパ人になった。ただし、その安全は保障されていなかった。数年後にはジョン・ハワードとその息子も現在のバークレー郡を通過し、グリーンスプリングでポトマック川南支流のバレーを発見していた。

### 18世紀
次に知られている探検家は1730年代のジョン・バン・ミーター（1683年-1745年）だった。ミーターは現在のシェパーズタウンでポトマック川を渡り、ポトマック川南支流に向かった。1726年、モーガン・モーガンがデラウェアから移動し、現在のバークレー郡バンカーヒル近く、ミルクリーク沿いに州初のイングランド人恒久的開拓地を設立した。ウェストバージニア州はバンカーヒルにこのことを記念する碑を建設し公園近くにある墓地にはモーガンの墓に標識を建てた。モーガンとその妻キャサリン・ガレストンには8人の子供がいた。その息子ザックキル・モーガンは後にモーガンタウンの町を設立した。
1730年、ジョン・バン・ミーターとその弟アイザック（1692年-1757年）が、バージニア植民地副総督ウィリアム・グーチから、ポトマック川南支流沿いの土地4万エーカー (160 km2) に対する権利を取得した。その大半は現在のバークレー郡にあった。翌年土地の一部はハンス・ヨスト・ハイトに売却された。1732年、ハイトと15人の家族がペンシルベニア州ヨークを出発し、現在のバークレー郡を通過し、ウィンチェスター近くに入植した。1744年、アイザック・バン・ミーターがムーアフィールド近くに移転した。そこは当時ハンプシャー郡に属していたが、現在はハーディ郡となっている。そこで後にアイザックはインディアンに頭皮を剥がれ殺された。兄のジョンはウィンチェスターに入植し、そこで死んだ。
1748年、当時16歳のジョージ・ワシントンが第6代キャメロンのフェアファックス卿トマス・フェアファックス（1693年-1781年）のために現在のバークレー郡を測量した。ワシントンはその後の数年間も何度か、異腹兄弟のローレンスと共にバースの町（バークレースプリングス）に戻り、病気のローレンスが温泉で快復することを期待していた。この温泉は医療効果があるという噂があり、多くのインディアンやヨーロッパ人をこの地域に惹きつけていた。

### 19世紀
バークレー郡は19世紀に2回その領域を減らした。1801年1月8日、ジェファーソン郡が郡の東部から創設された。続いて1820年2月9日、郡西部とハンプシャー郡の一部を合わせてモーガン郡が設立された。
南北戦争（1861年-1865年）のとき、バークレー郡は北軍、南軍共に戦略的に重要な位置にあった。バークレー郡と郡庁所在地のマーティンズバーグはシェナンドー・バレーの北端にあり、ボルチモア・アンド・オハイオ鉄道の本線がマーティンズバーグを通っていたので、大変重要だった。この鉄道は両軍にとって大変重要だった。またマーティンズバーグは北軍の武器庫であるハーパーズ・フェリーにも近かった。戦争中にマーティンズバーグを支配する勢力は何度も入れ替わり、特に1863年7月のゲティスバーグの戦い前は熾烈だった。この戦闘後、町はほぼ北軍の支配下になった。
バークレイ郡民の大半は南北戦争の間、南軍に忠実だった。郡からは7個中隊が編成され、5個は南軍に、2個は北軍で従軍した。
当時はまだ大佐だったストーンウォール・ジャクソンは、ロバート・E・リーに宛てて「残念ながらバークレイ郡では事態が悪化し、北軍からの脅威が南部寄りの感情表現を抑えさせるようになっていることをお伝えする」と記していた。
ストーンウォール旅団に属した軍人も「この週の初めにウィンチェスターを発ってバークレイ郡に来た。ここは地表に開いた奴隷制度廃止のささやかな穴だ。特にマーティンズバーグは」と記していた。
バークレイ郡出身の少なくとも600名が南軍あるいは北軍に従軍した。南部側バージニア州から分離することについての投票が行われたとき、多数が北部のためにウェストバージニア州創設に賛成した。
バークレイ郡は南軍の有名なスパイ、マリア・イザベラ・"ベル"・ボイドの出身地でもあった。ボイドは1844年5月9日にマーティンズバーグで生まれ、戦争が始まるまでそこに暮らしていた。酔っぱらった北軍兵が家の上にアメリカ合衆国の国旗を掲揚しようとしてマーティンズバーグの家屋に押し入った1861年7月4日にそのスパイとしての経歴が始まった。その兵士が家に押し入ろうとした時（ある証言ではベルの母を押していた）、ベルが拳銃を抜いてその兵士を殺した。調査委員会がその行動を正当殺人として無罪としたが、家の周りに見張りが付けられ、士官がボイドの行動を付け回すようになった。ボイドはそれら士官と親しくなり、少なくともその中の1人であるダニエル・キーリー大尉が軍事的機密を漏らした。ボイドはその機密を奴隷のエリザ・ホープウェルに託し、ホープウェルはくりぬいた時計の箱にその伝言を入れて南軍の士官の所に運んだ。ボイドは後に叔母と共に暮らすために、バージニア州フロントロイヤルに移転した。1862年5月半ばのある夜、北軍のジェイムズ・シールズ将軍とその参謀が、地元ホテルのパーラーに集まっていた。ボイドは上階に隠れて、シールズが東部に移動する命令を受けたと言っているのを漏れ聞いた。それはフロントロイヤルの北軍勢力を減らすことを意味していた。ベルはその知らせを南軍の偵察部隊士官ターナー・アシュビー大佐に伝えた。アシュビーはその情報を南軍の指揮官トマス・"ストーンウォール"・ジャクソン将軍に伝えた。ジャクソンが5月23日にフロントロイヤルを占領した後、ボイドに感謝の言葉を書き送り、彼女を名誉大尉に指名した。ボイドは後にスパイ容疑で北軍に逮捕され、ワシントンD.C.のオールドキャピトル刑務所で1か月を過ごしたが、捕虜交換で釈放された。1863年6月、ボイドはマーティンズバーグを訪れているときに、再度スパイ容疑で北軍に逮捕された。ボイドは1863年12月1日まで投獄されていたが、この時チフスを患っており、静養のためにイングランドに行くことを認められた。そこに居る間に舞台に出るようになり、またその備忘録を残した。戦後はアメリカに戻り、西部の州に行って戦中のスパイの経験について語った。ボイドは1900年にウィスコンシン州エバンズビルで亡くなった。

### ウェストバージニア州への合流
南北戦争の間、ポトマック川沿い、山岳部の東に位置するバークレイ郡とジェファーソン郡はどちらも、ウェストバージニア州設立を目指す政府に同意し、1863年にはウェストバージニア州への併合に同意する投票を行うと考えられた。その投票日に南軍に従軍して地元に居なかった者達が戻ってきたとき、ウェストバージニア州への移管を認めようとしなかった。この地域を占領していた北軍は、その望ましい結果が得られるよう手配してもいた。バージニア州議会は脱退条例を撤廃し、1866年にはウェストバージニア州に対して、これらの郡がバージニア州に属することを宣言するよう訴訟を起こした。一方で連邦議会は1866年3月10日に、移管を承認する合同決議を通した。1871年、アメリカ合衆国最高裁判所はこの「バージニア州対ウェストバージニア州事件」について、バークレイ郡とジェファーソン郡を含めウェストバージニア州のバージニア州からの分離を支持する判決を下した。
近年、ウェストバージニア州東パンハンドル部の特定郡がバージニア州に復帰する可能性について真剣に話し合われてきた。この動きは、経済状態の悪化に不満を抱き、またチャールストンのウェストバージニア州政府から無視されていると見なすこともあって、少なくとも幾らかの動機を得てきた。2011年、ウェストバージニア州下院議員のラリー・カンプは、モーガン、バークレイ、ジェファーソン各郡がバージニア州に復帰するかを住民投票に問う議案を提案した。

## 地理
アメリカ合衆国国勢調査局に拠れば、郡域全面積は322平方マイル (834.0 km2)であり、このうち陸地322平方マイル (834 km2)、水域は0平方マイル (0 km2)で水域率は0.14%である。

### 主要高規格道路
| - 州間高速道路81号線 - アメリカ国道11号線 - ウェストバージニア州道9号線 - ウェストバージニア州道45号線 - ウェストバージニア州道51号線 |

### 隣接する郡
- ワシントン郡 (メリーランド州) - 北
- ジェファーソン郡 - 東
- フレデリック郡 (バージニア州) - 南
- モーガン郡 - 西

### 河川
- ポトマック川
  - バック・クリーク
    - ティルハンス・クリーク

  - チェリーラン
  - メドウブランチ（モーガン郡のスリーピー・クリーク支流）
  - オペコン・クリーク
    - ミドル・クリーク
    - ミル・クリーク
    - タスカローラ・クリーク

### 管理地区
郡は6つの管理地区に分割されている。
- アダム・スティーブン/オペコン地区
- ノーボーン地区
- ポトマック地区
- タスカローラ地区
- シェナンドー地区
- バレー地区

## 人口動態
以下は2000年国勢調査による人口統計データである。
| 基礎データ - 人口: 75,905人 - 世帯数: 29,569 世帯 - 家族数: 20,698 家族 - 人口密度: 91人/km2（236人/mi2） - 住居数: 32,913軒 - 住居密度: 40軒/km2（102軒/mi2） 人種別人口構成 - 白人: 92.74% - アフリカン・アメリカン: 4.69% - ネイティブ・アメリカン: 0.259% - アジア人: 0.46% - 太平洋諸島系: 0.02% - その他の人種: 0.56% - 混血: 1.28% - ヒスパニック・ラテン系: 1.52% 年齢別人口構成 - 18歳未満: 25.7% - 18-24歳: 8.3% - 25-44歳: 31.3% - 45-64歳: 23.6% - 65歳以上: 11.2% - 年齢の中央値: 36歳 - 性比（女性100人あたり男性の人口） - 総人口: 99.1 - 18歳以上: 96.4 | 世帯と家族（対世帯数） - 18歳未満の子供がいる: 33.4% - 結婚・同居している夫婦: 54.6% - 未婚・離婚・死別女性が世帯主: 10.7% - 非家族世帯: 30.0% - 単身世帯: 24.2% - 65歳以上の老人1人暮らし: 8.2% - 平均構成人数 - 世帯: 2.53人 - 家族: 2.99人 収入と家計 - 収入の中央値 - 世帯: 38,763米ドル - 家族: 44,302米ドル - 性別 - 男性: 32,010米ドル - 女性: 23,351米ドル - 人口1人あたり収入: 17,982米ドル - 貧困線以下 - 対人口: 11.5% - 対家族数: 8.7% - 18歳未満: 14.6% - 65歳以上: 10.1% |

## 都市と町

### 法人化市と町
- ヘッジズビル
- マーティンズバーグ - 郡庁所在地

### 未編入の町
| - アレンズビル - アーデン - ベイカーハイツ - バクスター - ベディントン - バークレイ - ベッセマー | - ブレアトン - バンカーヒル - ダークスビル - ダグラスグローブ - フォーリングウォーターズ - ファイルズクロスロード - ガノタウン | - ジョージタウン - ジェラーズタウン - グレンゲアリー - グリーンズバーグ - グラブスコーナー - ヘインズビル - インウッド | - ジョンソンタウン - ジョーンズスプリングス - リトルジョージタウン - マーロー - ナイプタウン - ノールビル - ノースマウンテン | - パイクサイド - リッジウェイ - スクラブル - シャンハイ - スプリングミルズ - スワンポンド - テイブラーズステーション | - タリコハイツ - トマホーク - ユニオンコーナー - バンクレビスビル - バンビル - ワインブレナーズクロスロード - ウィンコップスプリング |